# Химическая свадьба (фильм)
Химическая свадьба — британский сайенс-фэнтези фильм ужасов Джулиана Дойла, вышедший в 2008 году. Сюжет основан на оригинальном сценарии Брюса Дикинсона, фронтмена хэви-метал группы Iron Maiden, и Джулиана Дойла. Сценарий в форме романа, также за авторством Дойла и Дикинсона, вышел в 2008 году. Дикинсон также выпустил в 1998 году сольный альбом The Chemical Wedding, который, несмотря на совпадение названий, не связан с фильмом.

## Сюжет
Пролог. В 1947 году студенты Тринити-колледжа, теолог Саймондс и учёный Алекс, посещают пожилого Алистера Кроули. Он рассуждает о возможности воскрешения из мёртвых с помощью ритуалов секс-магии. Из переданного ими письма он узнаёт, что его богатый ученик, спонсирующий жизнь Кроули в последние годы, выдал секрет ритуала «Лунное Дитя» научному фантасту, который скрылся с его деньгами. Не обнаружив в письме денег, Кроули проклинает тех, кто «крадёт его время», плюёт кровью в Алекса и умирает. Саймондс забирает его часы.
Действие фильма происходит пятьдесят лет спустя на территории Тринити-колледжа. Рассказчиком является Саймондс, ставший преподавателем университета и главой местной масонской ложи. Алекс — физик, прикованный параличом к креслу-каталке.
Для научного проекта, связанного с соединением человека с виртуальной реальностью с использованием университетского (вымышленного) британского суперкомпьютера Z93, из КалТеха в Тринити-колледж прибывает доктор Мазерс со «скафандром виртуальной реальности». Журналистка Лия Робертсон договаривается с ним об интервью.
Поклонник Алистера Кроули Виктор, работающий программистом в проекте, по сговору с профессором литературы Хаддо помещает «двоичный код Алистера Кроули» (места и содержимое всех ритуалов) в Z93 в форме вируса. До первых официальных испытаний Виктор проводит Хаддо в лабораторию и тот надевает «скафандр».
На следующий день в теле профессора Хаддо появляется Алистер Кроули. Он творит непотребства на лекции и среди преподавателей, и обещает начало Эона Гора через три дня, когда он вполне воплотится. Никто не верит в то, что Хаддо — Кроули, кроме Лии Робертсон, которая проводит свое расследование в библиотеке. Кроули заставляет Виктора участвовать в секс-ритуале, и делает его своим последователем.
Мазерс и Виктор проводят эксперимент, поместив профессора Брента в «скафандр». Он попадает в виртуальную реальность, где встречает Кроули, получает сердечный приступ, а его мозг перестаёт реагировать на внешний мир. Лия и Мазерс, с помощью Саймондса пытаются доказать декану, что Хаддо был в «скафандре» до Брента и был «запрограммирован» Виктором.
Тем временем, Кроули ищет рыжую девушку для финального ритуала «Химическая свадьба», который должен стабилизировать власть Кроули в этом мире, по пути убивая несколько человек, включая соседку Лии по комнате. Лия следит за ним, и Кроули с Виктором ловят её прямо на месте будущего ритуала.
В это время Алекс объясняет Мазерсу, что тот привёз что-то из КалТеха, что было Элементалем — результатом ритуала, проведённого в 1947 году Парсонсом и Хаббардом. Чтобы найти Лию, Мазерс и Саймондс допрашивают Брента под гипнозом, но получают всего лишь несколько масонских терминов.
Чтобы узнать место «Химической свадьбы», Мазерс заходит в скафандр сам. Саймондс остается на пульте управления, переключая диск с записью путешествия Брента, и готовый включить «Симулятор космического полета», обращающий время. Мазерс выясняет, что Брент заходил в черную дыру, поглощающую пространство и время.
Кроули и Виктор проводят ритуал, используя также кровь Лии, но в процессе возле Кроули появляется Мазерс. Он отделён «невидимым барьером» от сцены с Кроули, но каким-то образом он ломает этот барьер. Он выбивает шприц с кровью Лии из рук Кроули, и борется с ним.
Саймондс, увидев, что скафандр с Мазерсом исчез, включает «Симулятор полета». Время течёт вспять. Скафандр возвращается на место, но Саймондс обнаруживает внутри Хаддо. Всё вернулось в прошлое в день нелегального эксперимента с Хаддо.
Саймондс выясняет, что никто ничего не помнит про последние три дня. Алекс объясняет ему, что где-то есть параллельный мир, где Кроули воплотился, и этот мир хуже нашего. У Алекса есть только 2 вопроса — кто убил соседку Лии Розу в текущей реальности, и почему Мазерс смог пройти сквозь барьер. Камера показывает лежащую газету, где написано, что Эл Гор победил на выборах в США.
Ученые продолжают эксперимент. Виктор не может установить дату на скафандре, потому что она установлена на 3 дня позднее. Мазерс говорит ему пароль от скафандра, это его дата рождения (совпадающая с датой смерти Кроули). Компьютер, в ответ на пароль, выдает надпись «Лунное Дитя». На лекции Хаддо доктор Саймондс и Алекс обнаруживают, что часы Кроули, которые Саймондс носил с собой, исчезли.

## Производство фильма
Изначально фильм было запланировано начать в 2000 году компанией Messiah Films, но позднее им занялась фирма Focus Films.
Брюс Дикинсон, по собственным словам, задумал фильм 5 или 6 лет до релиза (то есть в период 2003—2004 гг.) под названием «Число Зверя» (англ. The Number of The Beast). Название «Химическая свадьба» было предложено Джулианом Дойлом, который перед выходом фильма написал книгу с таким названием.

## В ролях
| Актёр           | Роль |
| --------------- | --- |
| Саймон Кэллоу   | профессор Оливер Хаддо Профессор литературы в университете, в тело которого переселился Алистер Кроули                  |
| Кэл Вебер       | доктор Джошуа Мазерс Физик, прибывший из Калифорнийского технического университета для участия в эксперименте           |
| Люси Кадден     | Лия Робинсон Студентка профессора Хаддо, журналистка студенческой газеты Varsity                                        |
| Джад Шарлтон    | Виктор Ньюман (на Imdb ошибочно указан как Виктор Нойберг) Приспешник Кроули, программист в научном проекте, друг Хаддо |
| Пол Макдауэлл   | доктор Саймондс Преподаватель Тринити-колледжа, теолог, в молодости знавший Кроули; глава местной масонской ложи        |
| Джон Шрапнель   | Алистер Кроули Оригинальный Кроули из флешбэка                                                                          |
| Теренс Бэйлер   | профессор Брент Руководитель эксперимента с Z93                                                                         |
| Майк Шеннон     | Алекс Лепард Парализованный учёный-физик из Тринити-колледжа, в молодости видевший смерть Кроули                        |
| Ричард Франклин | Декан Тринити-колледжа                                                                                                  |
| Брюс Дикинсон   | Домохозяин Кроули; Слепой (Две роли)                                                                                    |

## Саундтрек
Саундтрек был выпущен Warner Music Entertainment / Warner Music UK Limited в Соединённом королевстве как диск-компаньон к основному DVD; международными продажами занималась Cinema Management Group..
Полный трек-лист включал 42 наименования, большинство их которых представляли отрывки из фильма. Исполнительные продюсеры альбома: Энди Тейлор, Бен Тимлетт, Брюс Дикинсон.
| №   | Название                                                  | Исполнители                    | Длительность |
| --- | --------------------------------------------------------- | ------------------------------ | ------------ |
| 1.  | «Chemical Wedding»                                        | Bruce Dickinson, Roger Ramirez |              |
| 3.  | «Hush, Hush, Hush, Here Comes the Bogey Man» (Remastered) | Henry Hall                     |              |
| 13. | «Messiah, part 2, „Hallelujah“»                           | Handel                         |              |
| 15. | «Symphony No. 40 In G Minor K550: I Molto Allegro»        | Mozart                         |              |
| 19. | «Can I Play with Madness»                                 | Iron Maiden                    |              |
| 22. | «Fanlight Fanny»                                          | George Formby                  |              |
| 27. | «The Wicker Man»                                          | Iron Maiden                    |              |
| 28. | «Seperation by Skin»                                      | Earth Lab                      |              |
| 40. | «Prélude à l'après-midi d'un faune»                       | Debussy                        |              |
| 42. | «Man Of Sorrows»                                          | Bruce Dickinson                |              |

## Критика
Критики считают, что фильм вдохновлён фильмом Ночь демона (режиссёр  Жак Турнёр,  1957 год, Великобритания) и романом Маг Сомерсета Моэма.
Критик Андреа Гро считает фильм недооцененным и культовым. Она же упоминает, что создать фильм Дикинсон собирался с 1993 года.
Рецензия Channel 4: «Стиль „Химической свадьбы“ является очевидным оммажем Hammer и в целом британским фэнтези-ужасам начала 1970х, особенно в части дешевизны. И хотя фильм был задуман как завлекающий, реализация настолько под завязку загружена информацией, что его можно также переименовать в „Исповедь каббалиста“.»
Horror.com похвалил фильм, «естественно, это набор разнородных трюков, но он заслуживает просмотра ради фактора любопытства. (это хотя бы не римейк, не дешевая имитация по мотивам японских ужасов и не порно с пытками)».
В рецензии газеты The Mirror была отмечена актёрская игра Саймона Кэллоу, но кроме неё газета не нашла в фильме ничего интересного: «элементы хоррора не страшны, а элементы юмора не смешны».
Отзыв кинокритика Кристофера Туки (Daily Mail) отмечает, что большая часть актёров не играет в полную (англ. underact), за одним очень большим исключением, в качестве которого также называет Кэллоу. «Кэллоу более наигран (англ. camper), чем [ известный британский комедиант ] Фрэнки Ховерд, и почти в той же степени опасен».
Отзыв в книге The Mammoth Book of Horror называет фильм «совершенно сумасшедшим» (англ. totally bonkers).
Отзыв на портале Gizmodo называет фильм «странной научной фантастикой об оккультизме и правительственных заговорах».
Фильм получил в основном негативные отзывы критиков (4.8 из 10 на IMDB).

## Награды
- 17 марта 2009: Афинский международный фестиваль научно-фантастических и фэнтезийных фильмов (International Science Fiction & Fantasy Film Festival of Athens) — Приз аудитории за лучший полнометражный фильм[16][17]
- 18 июля 2009: Фестиваль Cryptshow, Барселона — специальная награда[18]
- 24 апреля 2009: Imagine (Amsterdam Film Festival) № 25 — попал в шорт-лист (топ-4)[19][20]
- 2009: Демонстрировался также на фестивале фильмов ужасов Weekend of Fear, Нюремберг[21]

## Данные о релизе
- Впервые продемонстрирован 4 мая 2008 года на Лондонском фестивале научно-фантастических и фэнтезийных фильмов (Sci-Fi-London) в кинозале Apollo West End Cinema[22]
- Представлен на Каннском кинофестивале 19 мая 2008[23]
- Релиз в Великобритании: 30 мая 2008
- Релиз в США в 2009 году под названием «Кроули» (англ. Crowley).
- Релиз во Франции 20.01.2009 под названием «Дьявол в крови» (фр. Le Diable dans le sang) Direct-on-Video[24].